# Johnny Moore (guitariste)
Pour les articles homonymes, voir Johnny Moore et Moore.
John Dudley Moore (20 octobre 1906, Austin, Texas – 6 janvier 1969 Los Angeles, Californie), est un guitariste de blues et de rhythm and blues américain. Il est le fondateur du groupe Johnny Moore's Three Blazers, dans lequel débuta le chanteur Charles Brown.

## Carrière
Johnny Moore et son jeune frère Oscar Moore grandissent au Texas, puis à Phoenix, Arizona, où ils commencent tous deux à jouer de la guitare et forment un orchestre à cordes. Dans le milieu des années 1930, ils déménagent à Los Angeles, où Oscar, plus tourné vers le jazz et influencé par le jeu de Charlie Christian, rejoint le King Cole Trio.
Johnny Moore reste quant à lui fidèle au rhythm and blues. Son style de guitare est considéré comme ayant eu une influence sur Chuck Berry[réf. nécessaire]. Il rejoint ou forme plusieurs groupes avant de former les Johnny Moore's Three Blazers avec deux autres Texans, le bassiste Eddie Williams, et le pianiste et chanteur Charles Brown.